# Apollonios de Perga
Pour les articles homonymes, voir Apollonios.
Apollonios de Perga ou Apollonius de Perge (en grec ancien Ἀπολλώνιος ὁ Περγαῖος / Apollốnios o Pergaíos), né dans la seconde moitié du IIIe siècle av. J.-C. (probablement autour de  240 av. J.-C.), mort au début du IIe siècle av. J.-C. est un géomètre et astronome grec. Il serait originaire de Pergé (ou Perga, ou encore Pergè actuelle Aksu en Turquie), mais a vécu à Alexandrie. 
Il est considéré comme l'une des grandes figures des mathématiques hellénistiques et a exercé une influence importante sur les développements de l'analyse au XVIIe siècle.

## Biographie
Apollonius serait né à Perge autour de 240 av. J.-C.. On tient pour vrai et vérifié qu'il étudia au Musée d'Alexandrie et fut contemporain des disciples d'Euclide. Il résida assez longtemps dans la capitale alexandrine, où il développa sa fructueuse activité et exerça comme professeur de géométrie sous le règne de Ptolémée III Évergète et Ptolémée Philopator. Comme le raconte Pappus d'Alexandrie dans la Collection mathématique, où il fait de nombreuses références à l'œuvre d'Apollonios, le grand géomètre avait un caractère mélancolique et irascible, et était d'abord difficile,.

## Travaux

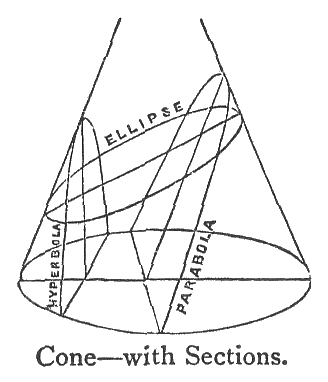
Les sections coniques, ou figures bidimensionnelles formées par l'intersection d'un plan avec un cône à différents angles. La théorie de ces figures a été largement développée par les anciens mathématiciens grecs. Elles émanent particulièrement des œuvres d'Apollonius de Perga.

Apollonios est célèbre pour ses écrits sur les sections coniques : il a donné à l’ellipse, la parabole et l’hyperbole les noms que nous leur connaissons. On lui attribue en outre l’hypothèse des orbites excentriques pour expliquer le mouvement apparent des planètes et la variation de vitesse de la Lune.
Vitruve indique que l’araignée (la pièce mobile de l’astrolabe plan) aurait été inventée par Eudoxe de Cnide ou Apollonios.
Pappus d’Alexandrie a donné des indications sur une série d’ouvrages d’Apollonios perdus qui permirent la déduction de leurs contenus par les géomètres de la Renaissance. Sa méthode novatrice et sa terminologie, spécialement dans le domaine des coniques, a exercé une influence considérable sur le développement de l'algèbre au XVIIe siècle tant sur le continent (Viète, Kepler, Fermat, Descartes, Leibniz) qu'en Angleterre (Wallis, Gregory, Newton, Halley).
Ses travaux en font « avec Archimède et Euclide, ses prédécesseurs, [...] l’une des trois figures les plus éminentes de l’âge d’or de la mathématique hellénistique ».

### LesConiques

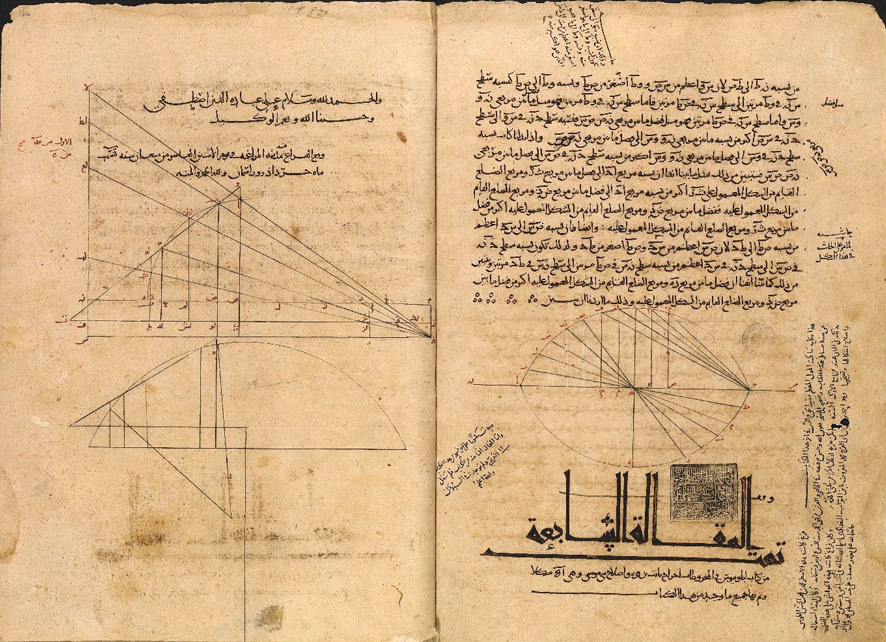
Traduction arabe des Coniques datant du IX (Bibliothèque bodléienne, MS. Marsh 667, fol. 162b et 164a).

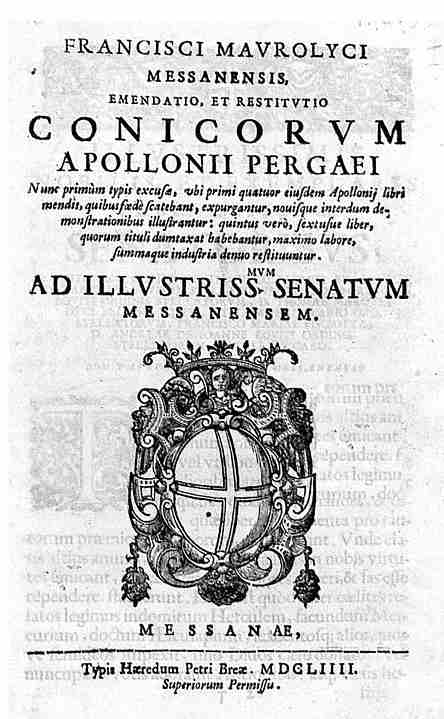
Édition de 1654 de Conica édité par Francesco Maurolico

Les Coniques ou Éléments des coniques consistent en un ensemble de huit livres dus à Apollonios. Les quatre premiers nous sont parvenus en grec, avec les commentaires d’Eutocius. Les livres V à VII ne nous sont connus, accompagnés des livres I-IV, que dans une traduction arabe due à Thābit ibn Qurra et revue par Nasir ad-Din at-Tusi ; le livre VIII a disparu. L’ensemble de cet ouvrage, avec une reconstitution du huitième livre, a été publié (texte grec et traduction latine), par Edmund Halley en 1710. Celui-ci a, de plus, traduit de l’arabe en 1706 deux autres ouvrages d’Apollonios : De rationis sectione.

### L’analyse des Anciens
Outre les Coniques, Pappus mentionne plusieurs autres traités d’Apollonios (les titres en latin sont dus à Commandino) :
1. Λόγου ἀποτομή, De rationis sectione (« Sur la section de rapport ») ;
2. Χωρίου ἀποτομή, De spatii sectione (« Sur la section d’aire ») ;
3. Διωρισμένη τομή, De sectione determinata (« Sur la section déterminée ») ;
4. Ἐπαφαί, De tactionibus (« Les Contacts ») ;
5. Νεύσεις, De Inclinationibus (« Les Inclinaisons »[8]) ;
6. Τόποι ἐπίπεδοι, De Locis Planis (« Les Lieux plans »).

Ces traités, dont chacun comprenait deux livres, étaient compilés, à l’époque où vivait Pappus, avec les Coniques et trois ouvrages d’Euclide (le Livre des données, les Porismes et les Lieux plans) sous le titre générique de Trésor de l’Analyse.
Le propos de l’« analyse des Anciens », tel que l’expose Pappus dans le livre VII de sa Collection mathématique, était de trouver une construction à la règle et au compas d’un lieu géométrique donné, ou du moins d’inventorier les cas où une telle construction était possible. Mais Pappus n’a transmis que des résumés des livres d’Apollonios, de sorte que l’étendue et la portée des méthodes de l’analyse a fait l’objet de multiples gloses du XVIe au XVIIIe siècle. S’appuyant sur les indices donnés par Pappus et leurs spéculations personnelles, une pléiade de mathématiciens fameux se sont essayés à reconstruire les traités perdus d’Apollonios dans leur ordre original.

#### Sur la section de rapport
Les deux livres du traité De rationis sectione sont consacrés au problème suivant : « Étant données deux droites et un point sur chacune d’elles, mener depuis un troisième point une droite telle qu’elle découpe deux segments (entre chaque point donné et le point d’intersection) dont les longueurs soient dans un rapport donné. »

#### Sur la section d’aire
Les deux livres du traité De spatii sectione discutent la résolution d’un problème similaire au précédent : il s’agit cette fois de « découper deux segments dont le produit soit égal à un produit donné » ; dans la terminologie géométrique des Anciens, l’énoncé demande que les deux segments « déterminent un rectangle de surface égale à un rectangle donné ».
Une copie arabe de La Section de rapport fut retrouvée à la fin du XVIIe siècle par Edward Bernard (en) à la bibliothèque Bodléienne. Bien qu’il eût commencé la traduction de ce document, ce fut Halley qui la mena à terme, et qui la publia en 1706 avec sa reconstitution du De spatii sectione.

#### Sur la section déterminée
Le traité traduit par Commandino sous le titre De Sectione Determinata traite pour ainsi dire de problèmes à une dimension d’espace : il s’agit ici de construire sur une droite des segments qui soient dans un rapport donné.
Plus précisément, les problèmes abordés sont les suivants : « Étant donnés deux, trois ou quatre points sur une droite, trouver un point tel que les segments qu’il forme avec les autres points déterminent deux à deux des rectangles qui soient dans un rapport donné » ; ainsi :
- si deux points A, B sont donnés, trouver M tel que {\displaystyle {\frac {MA^{2}}{MB^{2}}}} soit égal à un rapport k donné ;
- si trois points A, B, C sont donnés, trouver M tel que {\displaystyle {\frac {MA\times MB}{MC^{2}}}} soit égal à un rapport k donné. Une variante étudiée par Apollonios consiste à donner, outre A, B, C, un segment PQ et à chercher le(s) point(s) M tel que {\displaystyle {\frac {MA\times MB}{MC\times PQ}}=k} ;
- si quatre points A, B, C, D sont donnés, trouver M tel que {\displaystyle {\frac {MA\times MB}{MC\times MD}}} soit égal à un rapport k donné.

Parmi les mathématiciens qui ont cherché à retrouver la solution d’Apollonios, citons :
- Snellius (Apollonius Batavus, Leyde, 1608) ;
- Alexander Anderson d’Aberdeen, dans son supplément à Apollonius Redivivus (Paris, 1612) ;
- et Robert Simson dans ses Opera quaedam reliqua (Glasgow, 1776), de loin la reconstitution la plus détaillée et la plus convaincante.

#### Les Contacts
Le traité De Tactionibus est consacré au problème générique suivant : « Trois [éléments (points, droites ou cercles ; éventuellement un point, une droite et un cercle ; ou deux droites et un cercle, etc.)] étant donnés de position, décrire un cercle passant par ces points, ou tangent à ces droites ou à ces cercles. »
Le cas le plus difficile et le plus intéressant historiquement parlant est celui où les trois données sont trois cercles. François Viète, à la fin du XVIe siècle, proposa ce problème (dit « problème d’Apollonius ») à Adrien Romain, qui ne put le résoudre qu’en utilisant une hyperbole auxiliaire pour la construction. Viète lui répondit en publiant une solution « à la règle et au compas » (c’est-à-dire conforme aux exigences de l’analyse des Anciens), dans son livre Apollonius Gallus (Paris, 1600).

#### Les Inclinaisons
Le propos du livre intitulé De Inclinationibus consiste à « insérer un segment de longueur donnée entre deux droites sécantes (ou deux cercles, ou une droite et un cercle), de telle façon que ce segment, prolongé, passe par un point donné ». Marin Ghetaldi et Hugo d’Omerique (Analyse géométrique, Cadix, 1698) se sont essayés à ce problème, mais la reconstitution la plus satisfaisante est sans doute celle de Samuel Horsley (1770).

#### Les Lieux plans
De Locis Planis contient un ensemble de propositions relatives à des lieux qui s’avèrent être des droites ou des cercles. Comme Pappus d'Alexandrie ne donne que des cas particuliers de ce type de problème, les géomètres modernes ont longtemps été réduits aux conjectures pour trouver l’idée directrice de cette catégorie d’énoncés. Aussi chacun y est-il allé de son interprétation, à commencer par Pierre de Fermat (1636, publiée finalement dans ses Œuvres, tome I, 1891, p. 3-51). Suivirent entre autres Frans van Schooten (Leyde, 1656) et Robert Simson (Glasgow, 1749).

### Autres œuvres
Les Anciens mentionnent d’autres traités d’Apollonios qui ne sont pas parvenus jusqu’à nous :
1. Περί τοῦ πυρίου, Sur les miroirs ardents. On pense que ce traité exploitait les propriétés focales des coniques.
2. Περί τοῦ κοχλίου, Sur l’hélice circulaire (citée par Proclus de Lycie).
3. Sur le rapport des volumes du dodécaèdre régulier et de l’icosaèdre inscrits dans une sphère.
4. Ἡ καθόλου πραγματεία, traitait des principes généraux des mathématiques. Il comportait sans doute des remarques et des pistes d’amélioration pour les Éléments d’Euclide.
5. Dans un traité intitulé Ὠκυτόκιον (Surgissement), Apollonios démontrait, aux dires d’Eutocius, comment encadrer la valeur du nombre π (pi) plus précisément qu’Archimède ne l’avait fait : ce dernier avait en effet proposé 3+1/7 comme valeur par excès (3,1428…) et 3+10/71 comme valeur par défaut (3,1408…).
6. Le livre I de la Collection mathématique de Pappus (malheureusement mutilé) résume un ouvrage d’Apollonios proposant un système de numération et de multiplication adapté à l’écriture des très grands nombres mieux adapté au langage quotidien que celui proposé par Archimède dans son traité L’Arénaire.
7. Un développement de la théorie des grandeurs irrationnelles du livre X des Éléments d’Euclide, allant des irrationnels binômes aux irrationnels multinômes, et des irrationnels ordonnés aux irrationnels non ordonnés (cf. les commentaires de Pappus au livre X des Éléments d’Euclide, transmis par l’arabe et publiés par Woepcke, 1856).